# Torriana
Torriana is een gemeente in de Italiaanse provincie Rimini (regio Emilia-Romagna) en telt 1312 inwoners (31-12-2004). De oppervlakte bedraagt 23,1 km², de bevolkingsdichtheid is 51 inwoners per km².

## Geografie
Torriana grenst aan de volgende gemeenten: Borghi (FC), Novafeltria (PU), Poggio Berni, San Leo (PU), Sogliano al Rubicone (FC), Verucchio.
Bellaria-Igea Marina · Cattolica · Coriano · Gemmano · Misano Adriatico · Mondaino · Monte Colombo · Montefiore Conca · Montegridolfo · Montescudo · Morciano di Romagna · Poggio Berni · Riccione · Rimini · Saludecio · San Clemente · San Giovanni in Marignano · Santarcangelo di Romagna · Torriana · Verucchio